# El rey que rabió
El rey que rabió és una sarsuela amb música de Ruperto Chapí i llibret de Miguel Ramos Carrión i Vital Aza. Va ser estrenada el 20 d'abril de 1891 al Teatro de la Zarzuela de Madrid amb direcció musical de l'autor. Tot i que va rebre dels autors el títol de «zarzuela cómica», pel seu estil i configuració pot ser considerada una vertadera opereta. En la versió inicial, el del rei era un paper transvestit, confiat a una soprano, però en les representacions modernes se sol substituir per un tenor. La peça més popular d'aquesta sarsuela és el cor de doctors del tercer acte Juzgando por los síntomas, deguda a la intenció de Vital Aza, qui solia incloure una paròdia de la professió mèdica en bona part de les seues obres, una disciplina que ell havia començat a estudiar però que va abandonar.
A partir del segon acte cal que un gos evolucione en l'escenari i que lladre en un moment determinat. Curiosament es coneix el nom del gos (Bolero) i el de l'actor que va fer els lladrucs en el moment oportú el dia de l'estrena (un tal Prieto, membre del cor). Sembla que el gos Bolero era tranquil i obedient, i feia els moviments que pertocaven, però també era absolutament incapaç de lladrar. Al senyor Prieto se li va pagar per cantar i per lladrar: totes les nits feia un rebut on posava «Per lladrar en El rey que rabió, dues pessetes».
Els llibretistes van ser acusats de plagi, concretament de la comèdia francesa Le roi en vacances; fet que va ser rotundament desmentit pels autors. Una comprovació posterior dels dos textos va donar testimoni dels pocs punts en comú

## Música
Chapí hi escriu una música espurnejant, adequada a una obra que estableix un pont entre l'opereta i la sarsuela, a la qual cosa contribueix el llibret per mitjà de la barreja entre el realisme i el conte fantàstic.

### Instrumentació
L'orquestra es compon de flautí, 2 flautes, 2 oboès, 2 clarinets en Si bemoll (originàriament en La), 2 trompes en Fa, 2 cornetins (ara trompetes) en Mi (ara en Do o Si bemoll), 3 trombons, tuba, percussió (timbales, bombo, caixa, plats, triangle) i corda.

### Números musicals
L'obra consta d'un preludi i 19 números

#### Acte I
1. Preludi: es tracta d'una marxa militar que enllaça amb el número 1 — orquestral
2. Cor de benvinguda al rei. Cobles del rei amb intervenció del cor. Minuet — El rei i cor
3. Quartet de la dimissió; en forma de polca — El general, l'almirall, l'intendent i el governador
4. Cançó pastoral — El rei, l'almirall i l'intendent
5. Quartet de la rialla — L'almirall, l'intendent, el general i el rei
6. ¡Señor alcalde! — cor
7. Quartet; El chorro de la fuente — Rosa, el rei, el general i Jeremías
8. Escena. Dansa. Marxa — Rosa, el rei, el general, Jeremías, cor

#### Acte II
1. Intermedi: Diana militar — orquestral
2. Romança de Rosa: Mi tío se figura. Duettino del rei i Rosa: Mientras con los reclutas
3. Cor. Masurca: Por entre las mieses — Rosa i cor
4. Nocturn — orquestral
5. Racconto: ¡Por Dios! ¡Por la Virgen! — Jeremías
6. Quintet còmic — El general, el governador, el capità, María i el rei
7. Finale: ¡Gran Dios! ¡Decid! — Rosa, María i el rei. Marxa militar.

#### Acte III
1. Cor dels patges
2. Cor dels doctors: Juzgando por los síntomas, sens dubte el número més popular de l'obra
3. Romança del rei: ¡Intranquilo estoy!
4. Tercet: Mi amor, mi bien, mi dueño — El rei, Rosa, Jeremías
5. Escena de les ambaixades. Finale: ¡Viva el rey! — cor

## Sinopsi

### Acte I

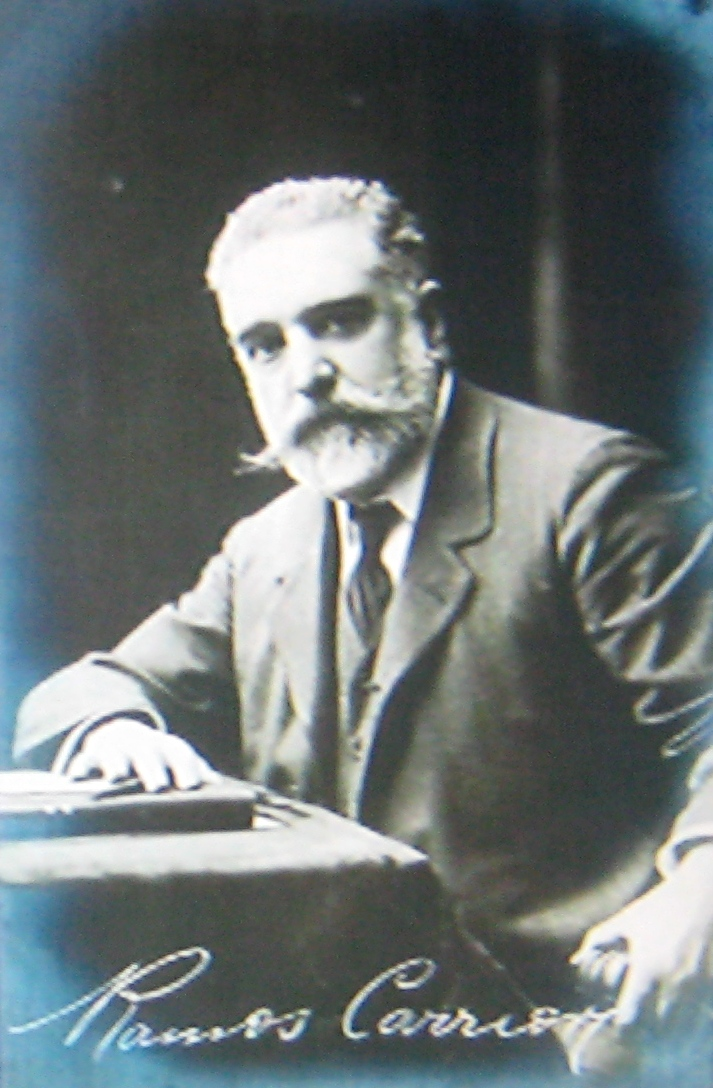
Miguel Ramos Carrión, junt amb Vital Aza llibretista de El rey que rabió

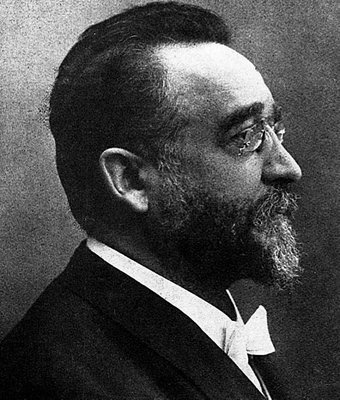
Ruperto Chapí s'acosta amb El rey que rabió a l'estil de l'opereta francesa i centreeuropea que llavors començava a penetrar a Espanya.

El jove rei arriba al palau reial després d'un viatge oficial pel regne. Encuriosit, pregunta al general, a l'almirall i a l'intendent si la felicitat que ha vist pertot arreu és real; a la qual cosa aquests responen que sí. No obstant això, el rei desitja sortir una altra vegada de viatge, però ara d'incògnit. El governador, sabedor de l'estat de descontentament del poble amb els governants i els impostos, decideix acompanyar el rei. Alhora, el governador envia una comitiva secreta, que haurà d'avançar-se al rei i repartir diners, de manera que aquell no trobe més que alegria i agraïment al seu pas.
En la plaça d'un poble el veïnat es queixa a l'alcalde dels impostos, i l'alcalde decideix escriure una missiva al rei. Jeremías, nebot de l'alcalde, es queixa perquè Rosa, una altra neboda de la primera autoritat municipal, no accedeix a les seues intencions amoroses. L'alcalde promet a Jeremías la mà de Rosa quan el xicot torne del servei militar, mentre la noia es burla del seu pretendent. Ix Rosa i apareixen el rei i el governador disfressats de pastors. En tornar la noia, s'enamora a primera vista del jove pastor, i Jeremís se'n lamenta.
El governador, d'amagat, ha lliurat a l'ajuntament una bona suma de diners, i el poble ho festeja, tot proferint visques al govern. S'organitza un ball, i el rei i Rosa ballen plegats. La festa és interrompoda pels soldats, que venent a endur-se els mossos de la quinta a servir al rei. S'emporten Jeremías i el rei, qui es mostra encantat de «servir-se a si mateix». El governador, per no perdre el rei, es presenta voluntari, i servirà de cuiner.

### Acte II
A l'alba, arriben Rosa i el seu oncle l'alcalde al quarter, amb el pretext de visitar Jeremías. Rosa es troba amb el rei, i aquest li proposa fugir plegats, resolució que prenen amb alegria. El governador, en advertir la fugida del rei, desvela al capità la seua vertadera identitat, però aquest ordena arrestar-lo creient que està borratxo. De sobte arriba el general i comunica al capità les identitats vertades del rei i el governador. El capità, ja convençut, organitza una batuda per trobar el rei.
El rei i Rosa s'han unit a una colla de segadors i han arribat a la masia de Juan i Rosa. En fer-se de nit les dones se'n van a dormir a la cuina i els homes al paller. Jeremías, qui ha desertat per anar a la recerca de Rosa pica a la porta i demana asil. En tractar d'amagar-se el mossega un gos. Immediatament arriba el destacament militar, amb el general, el governador i el capità. Pregunten per un soldat que ha fugit. Juan i Jeremías, creient que pregunten per Jeremías, informen que el xicot ha estat mossegat per un gos. Tothom està horroritzat amb la possibilitat que el sobirà puga haver-se encomanat de la ràbia. El general i el governador, sense veure el mossegat, ordenen que siga traslladat immediatament a palau amb el gos, per comprovar si té ràbia o no. El rei ho ha escoltat tot, i decideix també anar a palau pel seu compte.

### Acte III
Al palau tothom espera el diagnòstic que del gos han d'emetre els doctors. Mentrestant, ha arribat el rei, i demana que li porten a Rosa. Aquesta, estranyada, només vol el perdó reial per al seu estimat pastor. També arriba Jeremías, i ambdós es queden bocabadats en veure qui és en realitat el rei.
Té lloc l'entrada de les ambaixades que porten els retrats de les princeses, entre les quals el rei haurà d'escollir una esposa. Però el rei ja ha escollit, es tracta de Rosa, la seua estimada pastora. Jeremías és nomenat oficial, però així i tot no deixa de lamentar-se per haver perdut l'amor de Rosa.